# Fafacourou
Fafacourou est une localité du Sénégal, située en Casamance, dans le département de Médina Yoro Foulah et la région de Kolda.
C'est le chef-lieu de l'arrondissement de Fafacourou depuis la création de celui-ci par un décret du 10 juillet 2008.
On dénombre dans la communauté rurale de Fafacourou 693 personnes et 64 ménages.